# Hendrik von Bültzingslöwen

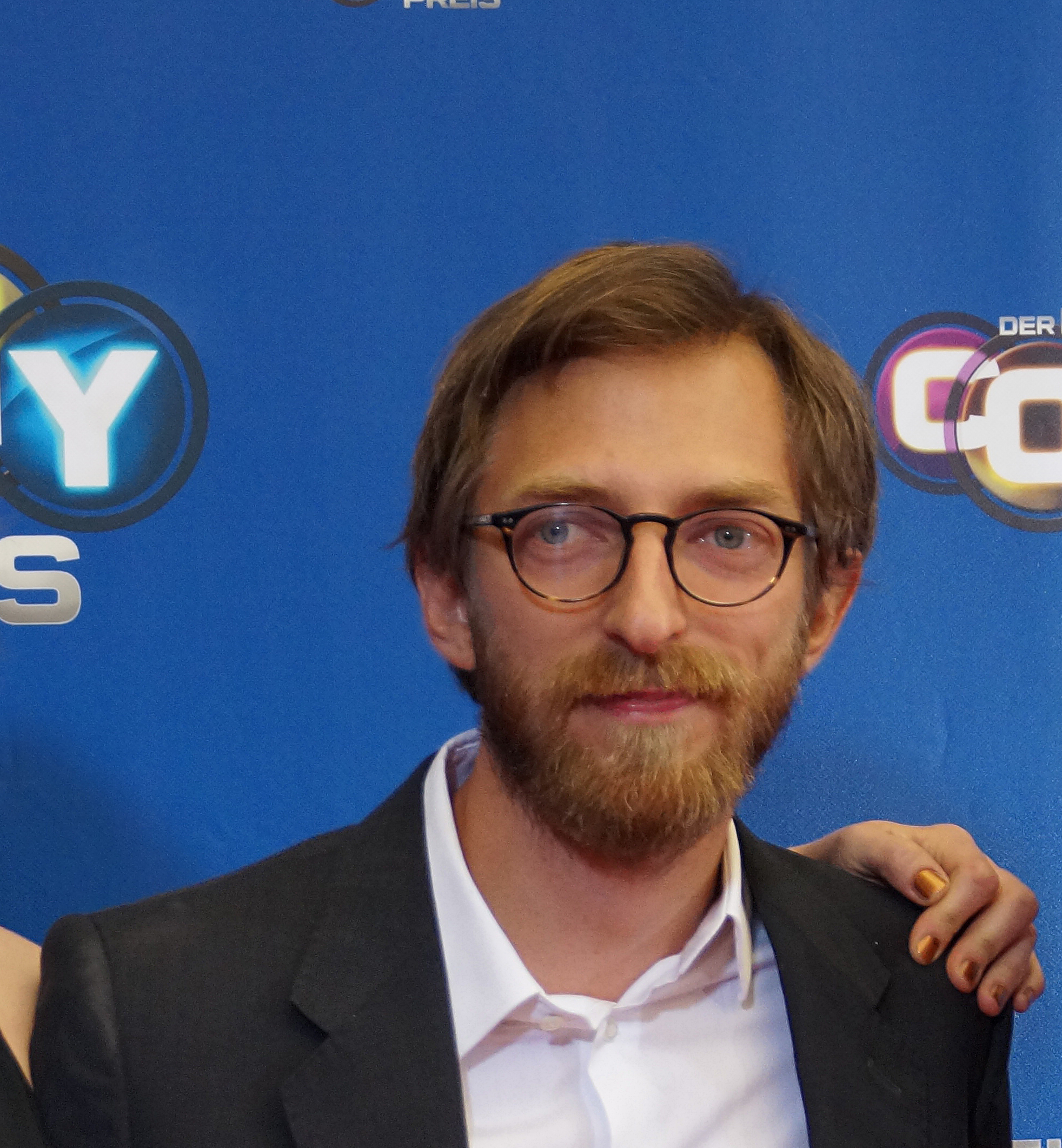
Hendrik von Bültzingslöwen beim Comedypreis 2016 in Köln.

Hendrik von Bültzingslöwen (* 16. Juni 1984 in Hamburg) ist ein deutscher Schauspieler und Stand-up Comedian.

## Leben und Werk
Nach dem Abitur absolvierte von Bültzingslöwen von 2006 bis 2008 eine Schauspielausbildung am Bühnenstudio der Darstellenden Künste Hamburg. 2009 spielte er die Hauptrolle in dem Kinofilm Die Liebe und Viktor, der zum Kultfilm avancierte und viele Jahre in Berliner Programmkinos lief. Im selben Jahr war er in Fatih Akins Soul Kitchen zu sehen. Von 2009 bis 2021 gehörte er zur Stammbesetzung der NDR-Fernsehserie Neues aus Büttenwarder. Weitere Auftritte hatte er in Wes Andersons oscarprämiertem Film Grand Budapest Hotel und in Marc Brummunds Kinofilm Freistatt. 2014/15 gehörte er zum Ensemble der zweifach Grimme-Preis-nominierten TV-Show Die unwahrscheinlichen Ereignisse im Leben von …, die von der bildundtonfabrik produziert wurde. Seit 2017 spielt er in der Erfolgsserie jerks. den neuen Freund von Christian Ulmens Exfreundin Collien Ulmen-Fernandes. Ebenfalls 2017 war er in Lars Jessens Film Jürgen – Heute wird gelebt nach dem Bestseller von Heinz Strunk zu sehen, der 2018 die Goldene Kamera als Bester Film gewann. Von 2018 bis 2021 verkörperte er bei SOKO Potsdam den Kriminaloberkommissar Christoph Westermann. 2024 spielte er im von Jan Böhmermann mit produzierten Hallo Spencer - Der Film die Rolle des Friederich.
Von Bültzingslöwen lebt und arbeitet in Hamburg.

## Stand-up/Comedy
Von Bültzingslöwen tritt regelmäßig deutschlandweit als Stand-up Comedian auf. Auf Social Media persifliert er in der Rolle "G. Alao" einen Hipster und St. Pauli-Fan. Damit erzielt er regelmäßig sechs- bis siebenstellige Aufrufzahlen auf TikTok und Instagram.

## DoppelSechs
Von 2010 bis 2023 betrieb von Bültzingslöwen gemeinsam mit dem NDR-Sportjournalisten Ole Zeisler das Fußball-Entertainmentprojekt DoppelSechs, mit dem sie deutschlandweit Liveshows veranstalteten. Der dazugehörige Podcast wurde von 11 Freunde zu einem der besten Fußball-Podcasts ernannt.

„[DoppelSechs ist] ein ausgestreckter Mittelfinger in das Gesicht der konventionellen Medienmacher.“

## Filmografie (Auswahl)

### Kino
- 2009: Die Liebe und Viktor
- 2009: Soul Kitchen
- 2013: Heute bin ich blond
- 2014: Grand Budapest Hotel
- 2015: Freistatt
- 2019: Lara
- 2019: Rocca verändert die Welt
- 2020: Es ist zu deinem Besten
- 2022: Der junge Häuptling Winnetou

### Fernsehen
- 2008: H3 – Halloween Horror Hostel (Fernsehfilm)
- 2009–2021: Neues aus Büttenwarder (Serie)
- 2009: Das Wartezimmer (Serie)
- 2011: Großstadtrevier (Episodenrolle)
- 2012: Stubbe – Von Fall zu Fall (Episodenrolle, Folge Blutsbrüder)
- 2013: Turbo & Tacho
- 2014/15: Die unwahrscheinlichen Ereignisse im Leben von …
- 2015: Familie verpflichtet
- 2016: Die Informantin
- 2016: Tatort – Zorn Gottes
- seit 2017: jerks. (Serie)
- 2017: Jürgen – Heute wird gelebt
- 2017: Einstein (Serie)
- 2017: Mata Hari – Tanz mit dem Tod
- 2018–2021: SOKO Potsdam (Serie)
- 2018: Wilsberg: Prognose Mord
- 2018: Tanken – mehr als Super (Serie)
- 2018: Das Wichtigste im Leben
- 2019: Sarah Kohr – Das verschwundene Mädchen
- 2019: 4 Blocks (Fernsehreihe)
- 2019: Der Bulle und das Biest (Serie)
- 2021: Wenn das fünfte Lichtlein brennt
- 2022: Friesland – Fundsachen
- 2023: Alarm für Cobra 11 – Die Autobahnpolizei (Fernsehserie, Folge Unversöhnlich)
- 2023: Pumpen (Fernsehserie, Gastauftritt)
- 2023: Morden im Norden (Fernsehserie, Folge Unter Strom)
- seit 2023: Dr. Nice (Fernsehreihe)
- 2024: SOKO Hamburg (Fernsehserie, Folge Schlechte Karten)
- 2024: Der Staatsanwalt (Fernsehserie)
- 2024: Mordnacht (Fernsehfilm)
- 2024: Alle nicht ganz dicht (Fernsehfilm)
- 2024: Hallo Spencer – Der Film (Fernsehfilm)